# سيباستيان بيكر
سيباستيان بيكر (بالألمانية: Sebastian Becker)‏ (10 أبريل 1985 في ألمانيا - ) هو لاعب كرة قدم ألماني في مركز الوسط. لعب مع كيكرز أوفنباخ ونادي آوغسبورغ وFC Rot-Weiß Erfurt ‏ واينتراخت ترير 05 ‏.

## وصلات خارجية
- سيباستيان بيكر على موقع قاعدة بيانات كرة القدم.إي يو (الإنجليزية)
- سيباستيان بيكر على موقع بيانات كرة القدم. دي إي (الألمانية)